# پروانه‌ماهی عینکی
پروانه‌ماهی عینکی (نام علمی: Chaetodon citrinellus) نام یک گونه از سرده پروانه‌ماهی است.